# Ruben Houkes
Ruben Houkes (Schagen, 8 giugno 1979) è un judoka olandese.
È stato campione del mondo nel 2007 nella categoria fino a 60 kg e vincitore di una medaglia di bronzo alle Olimpiadi del 2008.

## Palmarès
- Giochi olimpici estivi

2008 - Pechino: bronzo nei 60 kg.
- Campionato mondiale di judo

2007 - Rio de Janeiro: oro nei 60 kg.
- Campionati europei di judo

2005 - Rotterdam: bronzo nei 60 kg.
2006 - Tampere: bronzo nei 60 kg.
2008 - Lisbona: argento nei 60 kg.